# Station Muno
Station Muno is een voormalig spoorwegstation aan spoorlijn 163A in Muno een deelgemeente van de Belgische gemeente Florenville. Het station met telegrafische code GM opende op 25 augustus 1914 en sloot voor reizigers op 1 februari 1959 en voor goederen op 26 maart 1969.
1,9: Orgéo-Gribomont ·
5,5: Orgéo-Ardoisières ·
9,4: Cugnon-Mortehan ·
12,5: Herbeumont ·
18,4: Sainte-Cécile ·
24,6: Muno